# Paola Del Din
Paola Del Din (Pieve di Cadore, 22 agosto 1923) è una partigiana italiana, nota durante la Resistenza con il nome di battaglia di "Renata", medaglia d'oro al valor militare. È stata la prima donna paracadutista italiana a fare un lancio di guerra.

## Biografia
Subito dopo l'armistizio, con il fratello Renato, ex allievo della Scuola Militare di Milano (poi diventata Teulié) e ufficiale dell'8° reggimento Alpini (Divisione Julia), entra nella resistenza in Friuli-Venezia Giulia nelle file della Brigata Osoppo con il nome di battaglia "Renata".
Durante la guerra prende parte a numerosi e rischiosi incarichi come staffetta e informatrice.
Dopo l'uccisione del fratello da parte dei tedeschi, per incarico della "Osoppo" e su richiesta alleata, riesce a raggiungere gli alleati a Firenze per consegnare documenti di particolare rilievo. Per continuare la sua opera patriottica e rientrare in Friuli, frequenta un corso di paracadutismo e il 9 aprile 1945 si lancia in una zona del Friuli dove prendere contatto con la missione alleata e con la formazione Osoppo. All'atterraggio si frattura una caviglia, ma riesce comunque ad adempiere i suoi compiti e a consegnare i documenti che aveva con sé. In seguito attraversa a più riprese le linee di combattimento, per portare messaggi a reparti alleati in avanzata.
Addestrata dalle forze britanniche, è la prima donna paracadutista italiana, e probabilmente l'unica, ad aver compiuto un lancio di guerra.
Dopo la Liberazione si laurea in lettere all'Università di Padova, dove insegna per alcuni anni prima di vincere una borsa di studio Fulbright presso l'Università della Pennsylvania, dove consegue il titolo di "Master of Arts". Rientrata in Italia, si dedica all'insegnamento nella scuola pubblica.
Nel febbraio del 2007 viene riconfermata alla presidenza nazionale della Federazione Italiana Volontari della Libertà, che lascia nel giugno 2008. È presidente regionale della Associazione Nazionale Famiglie Caduti e Dispersi in Guerra e, dal 2020, è Presidente Onoraria dell'Associazione Nazionale Paracadutisti d'Italia.
Dopo aver espresso pubblicamente la propria opinione in merito all'organizzazione Gladio, con la frase «pur non avendone fatto parte, io non mi sono mai sentita di esprimere un giudizio negativo su Gladio», durante le celebrazioni a Udine del 25 aprile 2005, una trentina di militanti di Rifondazione Comunista e altre formazioni politiche contestarono pesantemente il suo discorso. Il fatto fu fortemente condannato dal segretario regionale dell'ANPI, Luciano Rapotez. I capigruppo di minoranza del Consiglio regionale friulano presentarono una mozione di solidarietà a Paola Del Din che, nella seduta n.118 del 26 maggio 2005, venne respinta con 17 voti favorevoli e 26 voti contrari.
Nel 2010 Paola Del Din assieme a Carlo Giovanardi ha protestato contro il ministero dei Beni Culturali per la sua attività attorno alla Malga di Porzûs. La protesta della Del Din verteva attorno alle motivazioni riportate nel decreto ministeriale che avrebbe dovuto rendere le Malghe "bene d'interesse culturale", poiché, secondo l'ex partigiana, la ricostruzione dell'eccidio - copiata dalla voce di Wikipedia corrispondente - era «una porcheria». Il decreto fu quindi ritirato dal ministro Sandro Bondi e poi riproposto con una motivazione storicamente attendibile nel novembre dello stesso anno.

## Onorificenze e riconoscimenti
L'onorificenza fu consegnata ufficialmente dal generale comandante della Regione militare Nord-Est Lodovico Donati, il 23 maggio 1960, al cospetto dei reparti militari d'onore, schierati nella piazza d'armi di Padova.
- Presidente Onorario dell'Associazione Nazionale Paracadutisti d'Italia (A.N.P.d'I.)[12]
- Madrina del 46º Corso "L.Di Bernardo" della Scuola Sottufficiali Carabinieri di Firenze (1993-1995).
- Madrina del 186º Corso "Dignità" (2004-2006) dell'Accademia militare di Modena.
- Madrina del 201º Corso "Esempio" (2019-2021) dell'Accademia militare di Modena.
- Madrina del corso "Del Din" (2007-2010) della Scuola militare "Teulié" di Milano.
- Insignita del titolo "Cadetto ad honorem" dell'Accademia Militare di Modena in data 18/10/2021 nel corso di una cerimonia per il cambio di Comandante nella stessa Accademia.[13]